# Spadkownica Atwooda

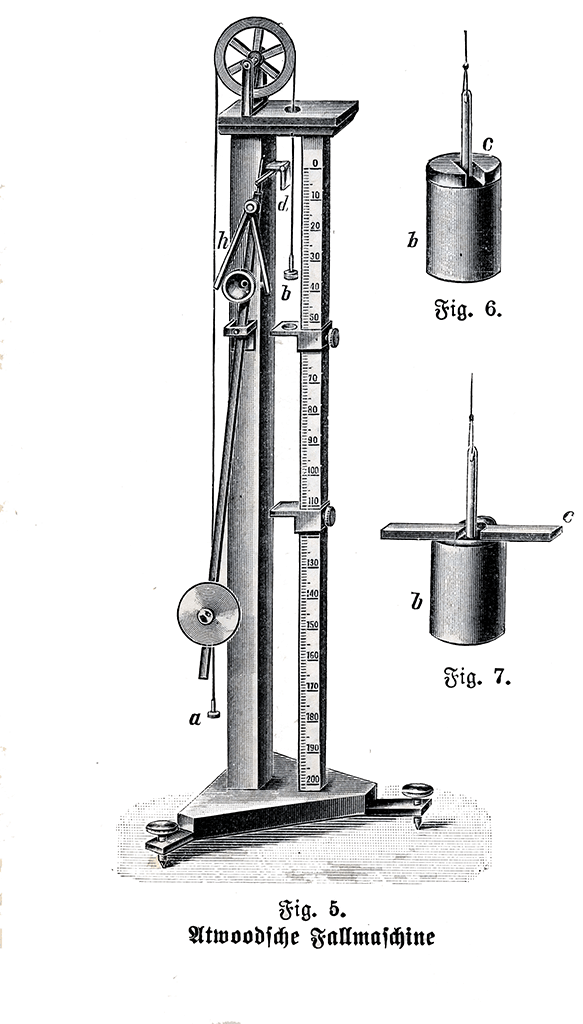
Ilustracja przedstawiająca maszynę Atwooda, 1905

Zasada działania maszyny Atwooda

Spadkownica Atwooda (zwana także maszyną Atwooda) – przyrząd laboratoryjny skonstruowany w 1784 przez George’a Atwooda w celu wykonania eksperymentu laboratoryjnego mającego zweryfikować prawa, które rządzą ruchem jednostajnie przyspieszonym.
Zbudowana jest z bloczka, na którym poprzez nić zawieszone są dwa identyczne obciążniki. Do pomiaru czasu stosowano chronometry, a w późniejszych konstrukcjach, zamiast nici, stosowano taśmę, na której rysik drgający kreślił znacznik czasu. Masa obciążników może być zmieniana dzięki zamocowaniu dodatkowych ciężarków. Przy analizie ruchu w idealnej maszynie Atwooda, przyjmuje się, że nić jest nieważkim cięgnem doskonale elastycznym poprzecznie i nierozciągliwym wzdłużnie, zaś bloczek jest nieważki, idealnie płaski, porusza się bez oporów i zapewnia stałą odległość nici od osi obrotu krążka (nie jest on mimośrodowy). Dobierając odpowiednio masę obciążników, można uzyskać dowolnie małe przyspieszenie ich ruchu.

## Zasada działania
Zakłada się, że oba obciążniki poruszają się pionowo. Nić jest nierozciągliwa, co sprawia, że przebywane drogi oraz wartości prędkości i przyspieszeń są dla obydwu ciał jednakowe. Na każdy z obciążników działają dwie siły – siła ciężkości Q i siła naciągu nici N. Jeżeli bloczek ma znikomo małą masę, obraca się bez oporów, a nić jest nieważka i doskonale elastyczna, to obie siły naciągu mają takie same wartości i zgodne zwroty. W związku z tym, że wszystkie wektory sił są pionowe wystarczy rozpatrzeć zagadnienie tylko w kierunku pionowym. Załóżmy, że oś jest skierowana w dół. Wobec tego:
{\displaystyle {\begin{aligned}m_{1}\,a&=m_{1}\,g-N,\\-\,m_{2}\,a&=m_{2}\,g-N.\end{aligned}}}
Z powyższych równań wynika wartość przyspieszenia ruchu obu ciał:
{\displaystyle a={\frac {\,m_{1}-m_{2}\,}{\,m_{1}+m_{2}\,}}\;g}
oraz wartość siły naciągu nici:
{\displaystyle N={\frac {\,2\,m_{1}\,m_{2}\,}{\,m_{1}+m_{2}\,}}\;g.}

## Zastosowanie
Obecnie urządzenie jest stosowane głównie do celów dydaktycznych.
Za pomocą spadkownicy demonstruje się ruch jednostajnie przyspieszony, przy czym uzyskiwane przyspieszenia mogą być dużo mniejsze od przyspieszenia ziemskiego (przy spadku swobodnym).
Ruch ciał analizowany jest poprzez pomiar zależności drogi od czasu. Dzięki zastosowaniu dodatkowego elementu w postaci chwytaka przejmującego dodatkowe obciążniki w ustalonym punkcie, możliwe jest również przeprowadzenie pomiaru prędkości w tym punkcie (oraz w dalszej części toru ruchu), gdyż dzięki wyrównaniu ciężarów, poruszają się one dalej ruchem jednostajnym prostoliniowym.
Demonstrację można również przeprowadzić w taki sposób, że początkowo oba jednakowe ciężary poruszają się ruchem jednostajnym prostoliniowym, po czym dodatkowy obciążnik pobierany z chwytaka powoduje nadanie im stałego przyspieszenia i przejście do ruchu jednostajnie zmiennego: najpierw opóźnionego, następnie przyspieszonego, aż do ponownego przejęcia dodatkowego obciążnika przez chwytak.